# AH-Software
AH-Software는 일본 도쿄도 다이토구에 본사를 둔 소프트웨어 기업이다. 보컬로이드 음성 라이브러리를 제작한 회사로 알려져 있다.
카아이 유키, 히야마 키요테루, SF-A2 개발코드 miki, 유즈키 유카리, 네코무라 이로하 등의 VOCALOID 라이브러리를 제작하였다.